# 陈超英
陈超英（1958年11月—），男，汉族，河北蠡县人，中华人民共和国政治人物。哈尔滨工业大学电气工程系图像处理模式识别专业毕业，比利时布鲁塞尔自由大学计算机科学系硕士研究生。

## 生平
1975年11月参加工作，任河北省徐水县城关公社城内大队知青。1978年1月，在哈尔滨工业大学电气工程系电器专业学习。1982年1月，任中国船舶工业总公司第七研究院第七〇七研究所七室技术干部。1986年9月，在比利时布鲁塞尔自由大学计算机科学系读硕士研究生。1988年11月，任中国船舶工业总公司第七研究院第七〇七研究所一室专业组组长、主任助理、高级工程师。1991年11月加入中国共产党。1993年3月，任十室副主任。1995年3月，任第七〇七研究所副总工程师兼十室副主任。1995年12月，任第七〇七研究所副所长。1998年9月，任第七〇七研究所所长。
1999年10月，任天津市科学技术委员会主任，中国船舶重工集团公司第七研究院第七〇七研究所所长。2000年8月，任中共天津市委科技工委书记、市科委主任，中国船舶重工集团公司第七研究院第七〇七研究所所长。2002年4月，任中共天津市委科技工委书记、市科委主任。同年12月，任中共天津市委常委、科技工委书记、市科委主任。2003年2月，任中共天津市委常委、教育卫生工委书记、科技工委书记。
2009年5月，任辽宁省人民政府副省长。2012年12月，任中共辽宁省委常委、秘书长、办公厅主任。
2014年8月，任中共河北省委常委、省纪委书记。2016年12月，不再担任中共河北省委常委、省纪委书记，改任中央国家机关工委副书记、纪工委书记。
2017年10月，当选为第十九届中共中央纪委常委。2018年3月，任国家监察委员会委员、中央纪委驻国务院国资委纪检组组长、国务院国资委党委委员。2022年9月，卸任中央纪委国家监委驻国务院国资委纪检监察组组长、国务院国资委党委委员。同年10月30日，不再担任国家监察委员会委员。